# Jüdischer Friedhof (Holešov)
Koordinaten: 49° 20′ 8,1″ N, 17° 34′ 35,4″ O

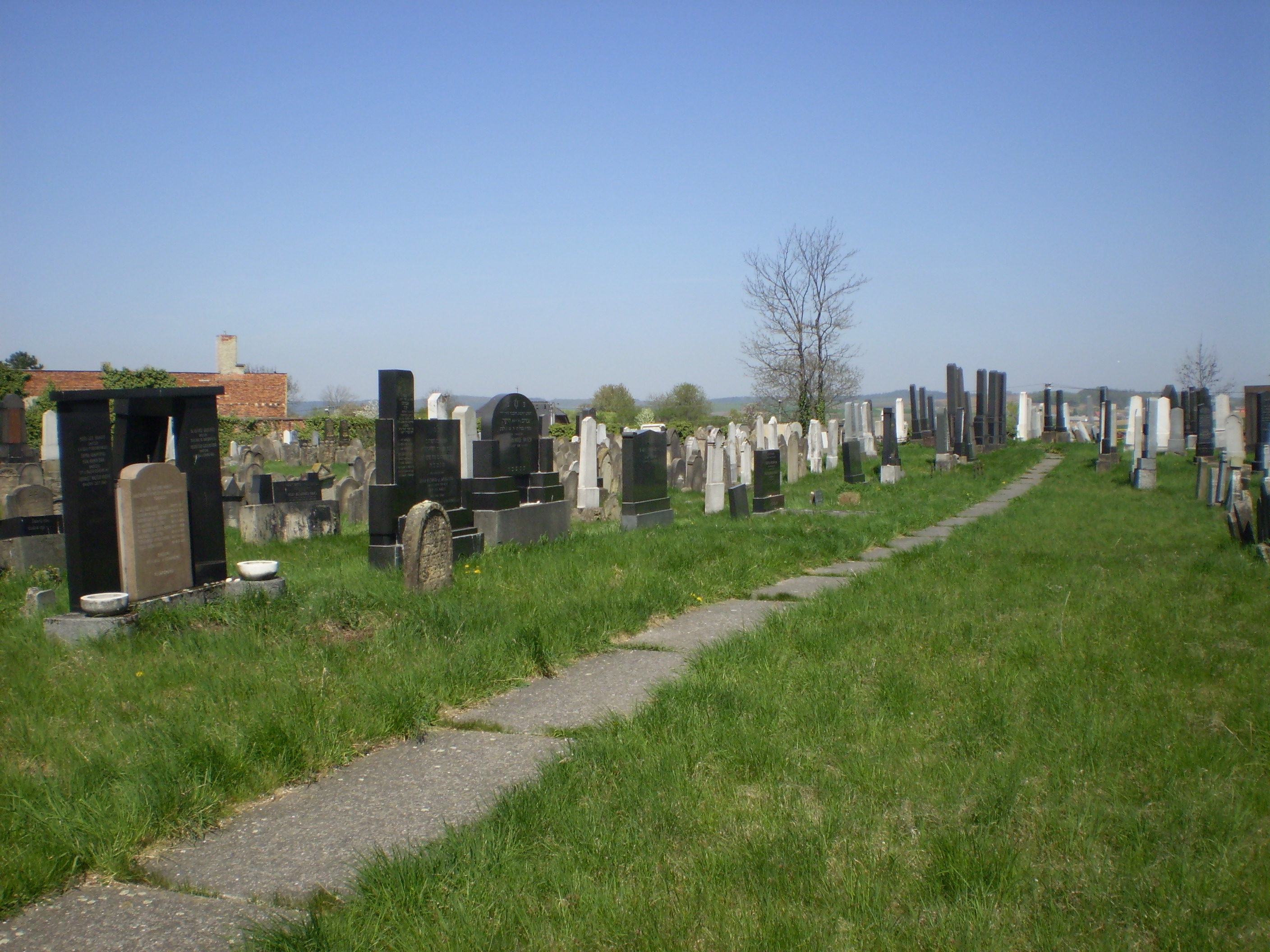
Jüdischer Friedhof in Holešov

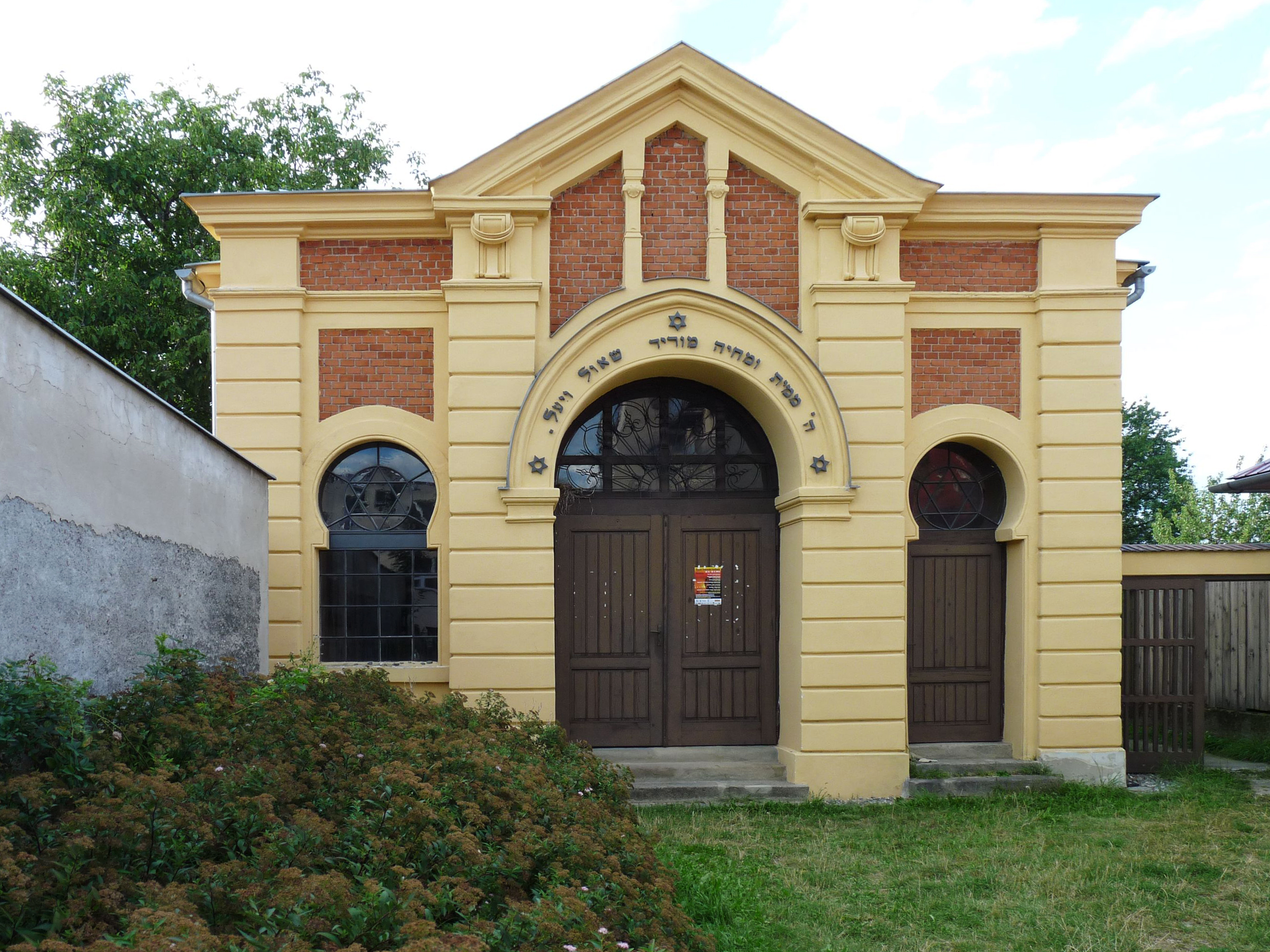
Trauerhalle

Der Jüdische Friedhof in Holešov (deutsch Holleschau), einer Stadt im Okres Kroměříž in Tschechien, wurde wohl im 15. Jahrhundert errichtet. Der jüdische Friedhof am Rande des einstigen Ghettos ist seit 1958 ein geschütztes Kulturdenkmal.

## Geschichte
In der Stadt Holešov bestand einst eine der größten jüdischen Gemeinden Mährens. Die Ursprünge des Friedhofs reichen bis in die Mitte des 15. Jahrhunderts zurück. Heute sind auf dem 8190 m² großen Friedhof noch mehr als 1500 Grabsteine (Mazewot) auf dem Friedhof erhalten.
Das Grab des Rabbiners Sabbatai ben Meir ha-Kohen (1621–1662), genannt Schach, dessen Name auch die Synagoge in Holešov trägt, wird häufig von Besuchern aus der ganzen Welt aufgesucht.
In der Trauerhalle, die 1903 erbaut wurde, erinnert eine Gedenktafel an die Opfer des Holocausts.